# Mary, Queen of Scots (opera)
Mary, Queen of Scots är en opera i tre akter med musik och libretto av Thea Musgrave. Texten bygger på Amalia Elgueras pjäs Moray om händelser i den skotska drottningen Maria Stuarts liv från hennes återkomst till Skottland 1561 till hon tvingades fly till England 1568. Operan hade premiär den 6 september 1977 på King's Theatre i Edinburgh av Scottish Opera. Operan har framförts i Storbritannien, USA och Tyskland.

## Historia
Mary, Queen of Scots var den första av fyra operor som Musgrave komponerade över historiska figurer. De andra är Harriet, the Woman called Moses (1985), Simón Bolívar (1995) och Pontalba (2003). Det var även den första där hon själv skrev librettot, en vana hon skulle fortsätta med i alla sina senare operor. Musgraves startpunkt för librettot var Moray, en opublicerad pjäs av Amalie Elguera som hade skrivit librettot till Musgraves opera The Voice of Ariadne (1973). Enligt Musgrave skrev hon om librettot ända fram till det att hon slutförde arbetet med musiken. I jämförelse med Musgraves tidigare opera, The Voice of Ariadne, var Mary, Queen of Scots en mer konventionell opera. Elgueras pjäs erbjöd goda möjligheter för Musgrave att dramatisera och teckna starka karaktärer med tonvikt på Marias problemfyllda relation till sin halvbror James Stewart, 1:e earl av Moray; hennes make Lord Darnley; och hennes förförare Earl of Bothwell. Dessa relationer framträder i hennes aria "The Three Stars of my Firmament" i akt 1. Librettot tar några friheter med de historiska sanningarna. Karaktären Lord Gordin är påhittad även om den delvis bygger på Lord Huntly. Den riktiga Earl av Moray mördades två år senare än vad som framställs i operan. En annan figur i operan, kardinal Beaton, var redan död innan operan tar sin början 1561.

## Personer
- Mary, drottning av Skottland (sopran)
- James Stewart, 1:e earl av Moray, Marys halvbror (baryton)
- Lord Darnley, Marys make från 1565 (tenor)
- Earl of Bothwell (tenor)
- David Rizzio, Marys privatsekreterare och rådgivare (bas)
- Kardinal David Beaton (bas)
- Lord Gordon, en fiende till earlen av Moray och anhängare till  Mary (bas)
- Earl av Ruthven (tenor)
- Earl av Morton (bas)
- Mary Seton, Marys hovdam (mezzosopran)
- Mary Beaton, Marys hovdam (sopran)
- Mary Livingston, Marys hovdam (sopran)
- Mary Fleming, Marys hovdam (mezzosopran)

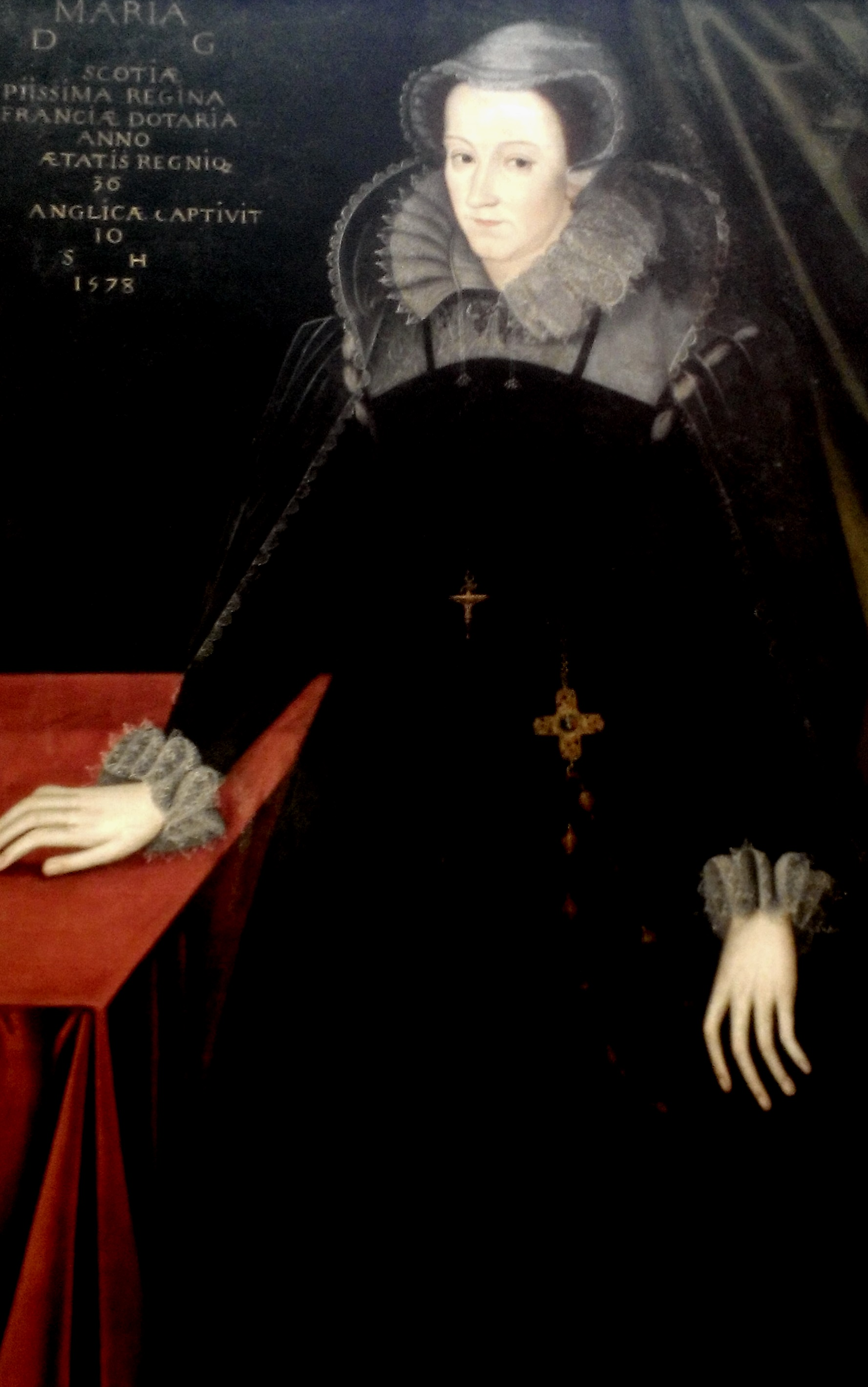
Maria Stuart
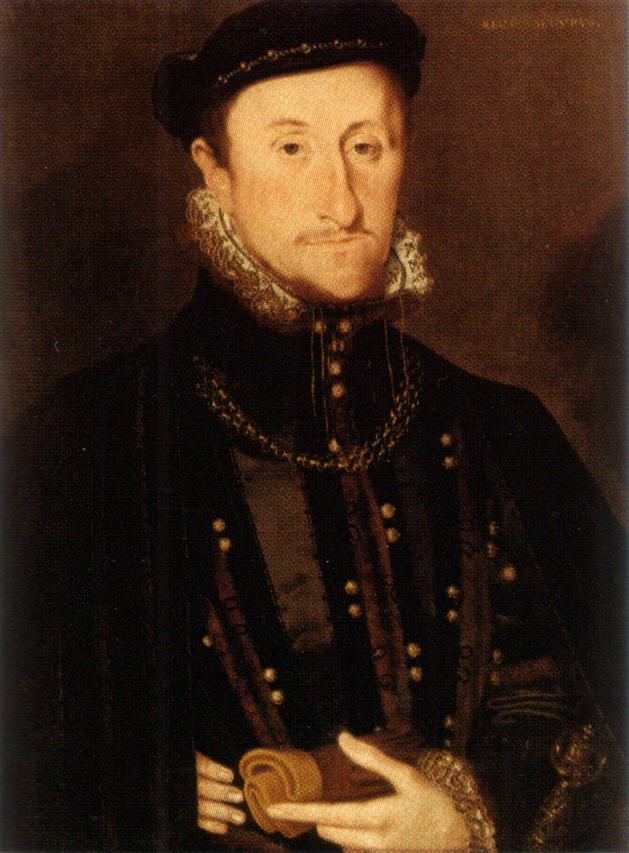
James Stewart, earlen av Moray
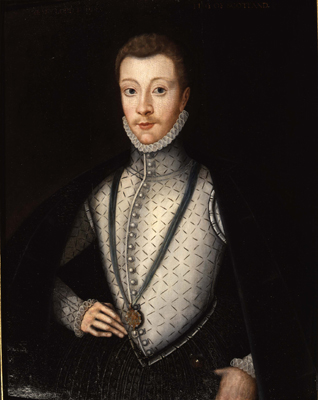
Lord Darnley
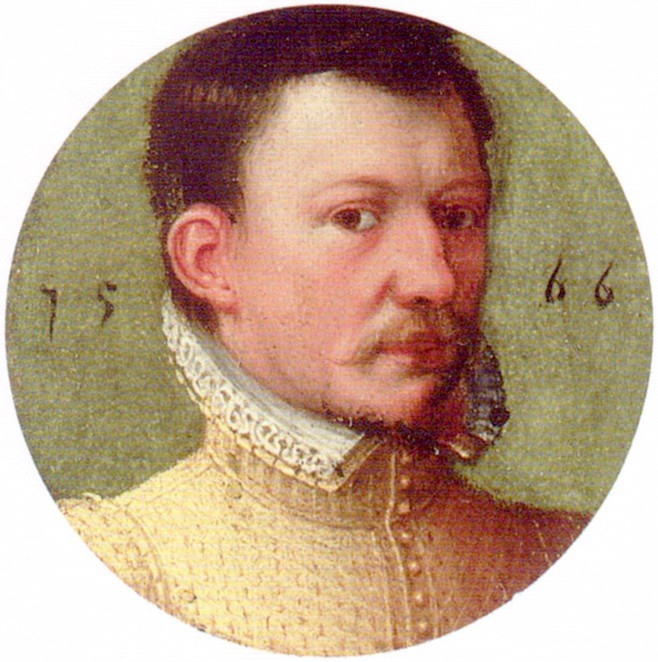
Earlen av Bothwell
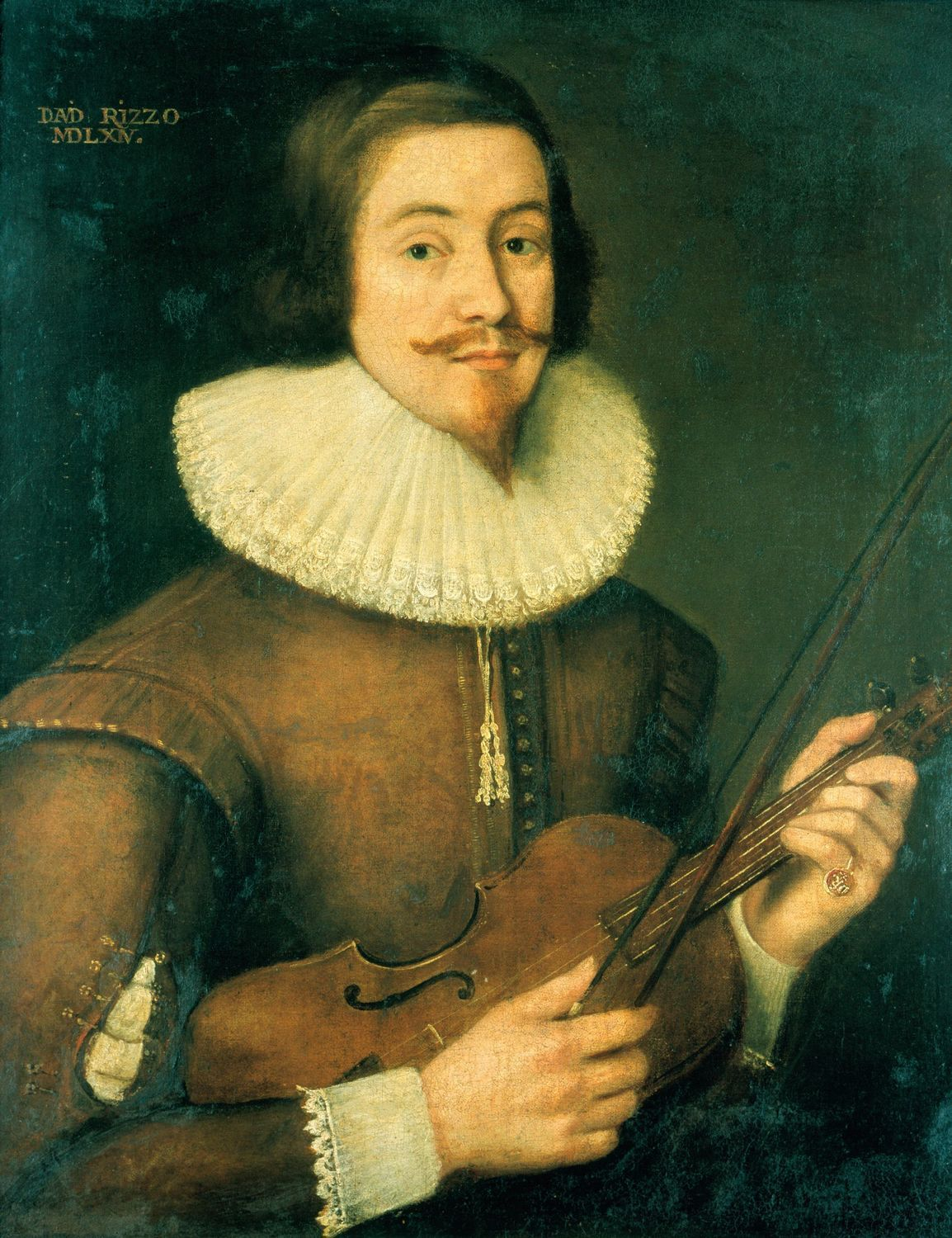
David Rizzio
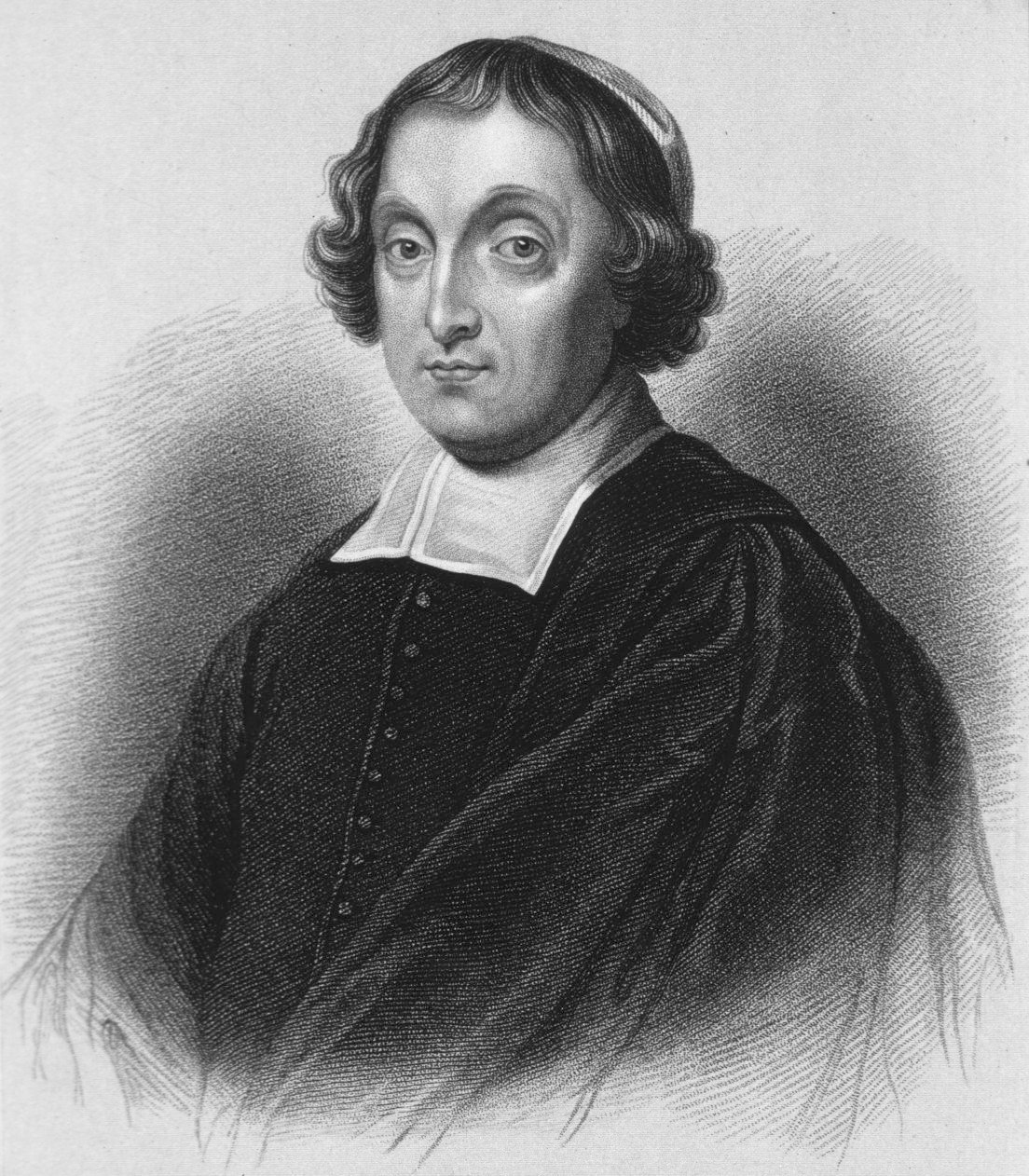
David Beaton
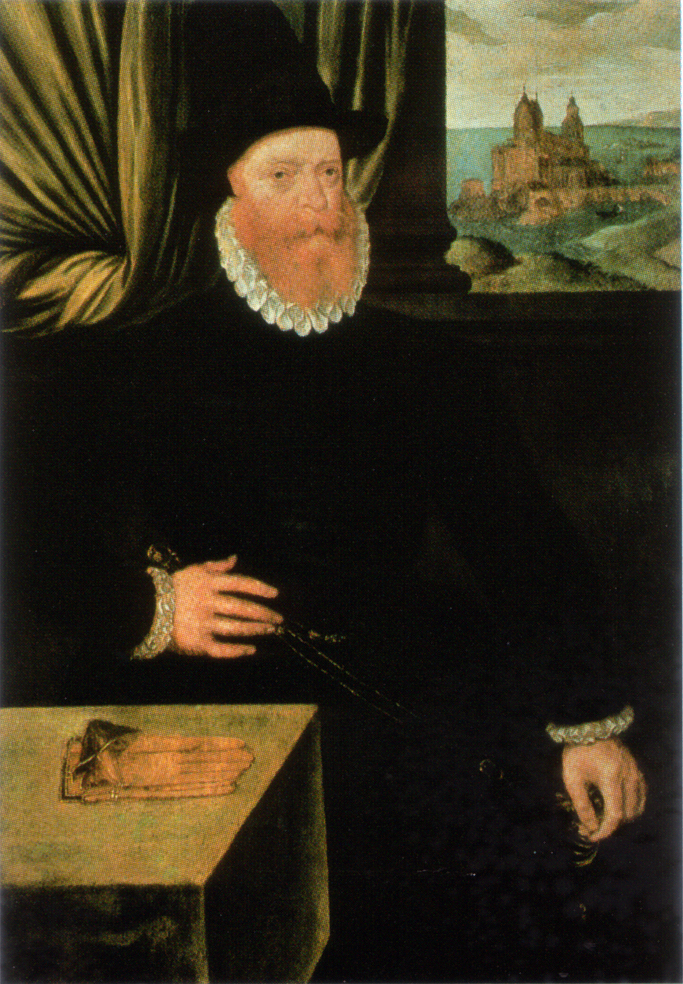
Earlen av Morton
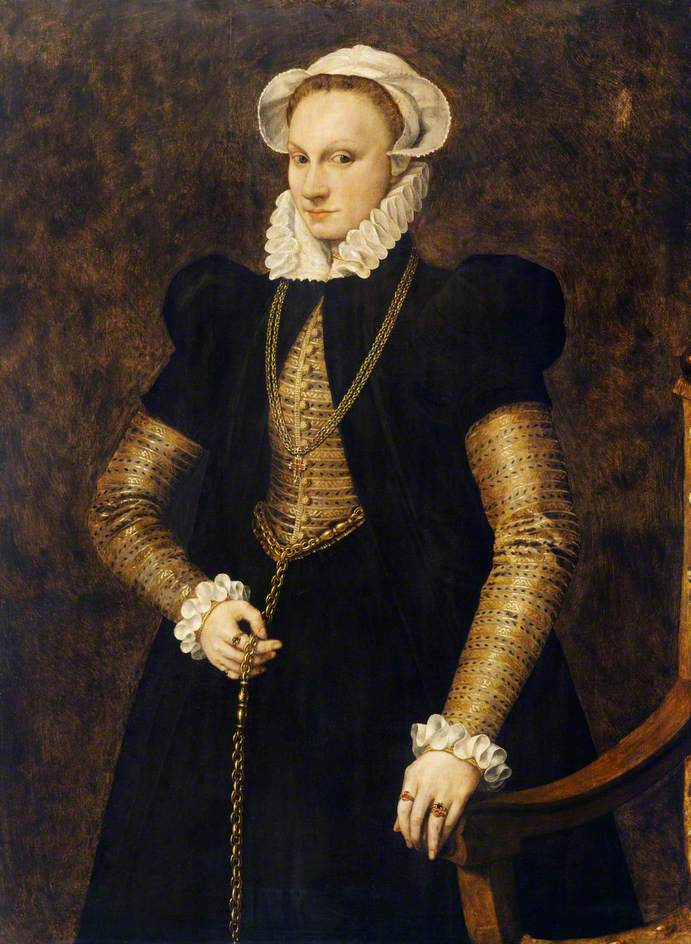
Mary Beaton

## Handling

### Akt I
Kvällen före Marys återkomst tar den ambitiöse tillfället och fängslar Bothwells allierade kardinal Beaton. Mary anländer och möts av Bothwell och Moray vilka grälar. Mary lyckas behålla lugnet men lord Gordon försöker förgäves att hetsa massorna mot Moray. På en bal till lord Darnleys ära förebrår Moray Mary för att hon dansar med sin yngre kusin. Bothwell, som också är svartsjuk, upprör fransmännen med en vild skotsk reel i vilken Mary deltar. Bothwell attackerar Darnley och förvisas med sina män. Även Moray lämnar salen.

### Akt II
Trots hans låga börd gifter sig Mary med Darnley och utnämner hans vän Rizzio till sekreterare. Men lorderna vägrar att acceptera Darnley som kung. Mary kallar till sig Moray för att lugna dem. Under tiden eggar Morays spioner Darnley att kräva tronen för egen räkning. Moray förväntar sig styrka från Marys sida men hon avvisar honom. Som hämnd övertalar Moray Darnley att mörda Rizzio i Marys närvaro. Mary flyr då Moray antyder att hon är inblandad i mordet. Men då Moray ska gripa makten återvänder hon och anklagar honom i hovets närvaro.

### Akt III
Mary har fött en son men är svag av ansträngningen. Hon vill inte ta Gordons råd att fly till Stirling Castle för att undkomma Moray. Till Gordons fasa förlitar hon sig på Bothwell, som förför henne. De överraskas av Moray. I den efterföljande striden såras Bothwell men lyckas fly. På uppmaning av Moray kräver folket att Mary abdikerar. Hon flyr till England men när hon tar avsked av Gordon lämnar hon kvar sonen, den blivande kung Jakob I av England.